# Tyża (schronisko)
Tyża (bułg. Тъжа) – schronisko turystyczne w Starej Płaninie w Bułgarii.

## Opis i położenie
Znajduje się na południowy wschód od szczytu Rusałka. Jest to murowany dwupiętrowy budynek o pojemności 100 miejsc z umywalniami i łazienką i zewnętrznymi węzłami sanitarnymi. Budynek ma dostęp do wody bieżącej, prądu z agregatu, a ogrzewany jest piecami. Dysponuje kuchnią turystyczną i jadalnią. Schronisko jest na trasie europejskiego długodystansowego szlaku pieszego E3 ( Kom - Emine).
Sąsiednie obiekty turystyczne:
- Botew (2376 m n.p.m.) – 3,30 godz.
- schronisko Mandrata – 800m
- schronisko Trigław – 2 godz.
- schronisko Mazałat – 3,30 godz.
- schronisko Rusałka – 3 godz.
- schronisko Sokolna – 7 godz.
- schron Golam Kademlija – 4 godz.
- schronisko Raj – 5,30 godz. przez Botew
- schronisko Wasił Lewski – 7,30 godz.

Wszystkie szlaki są znakowane. Do szczytu Rusałka (1889 m) – 1,30 godz., Kademlijski wodospad – 1,30 godz.
Punkty wyjściowe:
- wieś Tyża – 6 godz.
- Kałofer – 5,30 godz.
- Apriłci (dzielnica Ostrec) – 3 godz.

Wszystkie szlaki są znakowane.